# Ein Vater zuviel
Ein Vater zuviel (Fathers’ Day) ist eine US-amerikanische Filmkomödie von Ivan Reitman aus dem Jahr 1997. Der Film ist eine Neuverfilmung des französischen Films Zwei irre Spaßvögel mit Pierre Richard und Gérard Depardieu aus dem Jahr 1983. Die Hauptrollen spielten Robin Williams, Billy Crystal und Nastassja Kinski.

## Handlung
Scott Andrews, der minderjährige Sohn von Collette Andrews, verlässt die Familie, um der Musikgruppe Sugar Ray zu folgen. Colettes tollpatschiger Ehemann macht sich auf die Suche nach dem Jungen. Collette bittet ihre ehemaligen Lebenspartner, den Anwalt Jack Lawrence und den neurotischen Dale Putley, den Jungen zu suchen. Jeden der Männer belügt sie, er wäre der Vater von Scott.
Die Männer lernen sich kennen und arbeiten nach einiger Zeit zusammen. Sie finden Scott und bringen ihn heim. Scott sagt jedem der Männer unter vier Augen, er sei sein wahrer Vater.

## Kritiken
James Berardinelli bezeichnete auf ReelViews das Sehen des Films als einen „Zeitverlust“ und die Komödie als einen der am meisten enttäuschenden Filme des Jahres 1997. Er wunderte sich, wie es möglich wäre, wenn so viele „Talente“ wie Billy Crystal, Robin Williams, Ivan Reitman sowie Joel Silver beteiligt wären und kritisierte stark das Drehbuch.
Roger Ebert bezeichnete die Komödie in der Chicago Sun-Times vom 9. Mai 1997 als „gehirnlos“ („brainless“).

„Remake der französischen Komödie "Zwei irre Spaßvögel" (1983), das ganz auf die beiden Starkomiker Williams und Crystal zugeschnitten ist. Eine nur in wenigen Momenten einfallsreiche und witzige, über weite Strecken zähe Komödie.“

## Auszeichnungen
Julia Louis-Dreyfus wurde 1998 für die Goldene Himbeere nominiert.

## Hintergründe
Der Film wurde in Los Angeles, in San Francisco und in Reno (Nevada) gedreht. Seine Produktionskosten betrugen schätzungsweise 85 Millionen US-Dollar. Der Film spielte in den Kinos der USA ca. 28,66 Millionen US-Dollar ein. In Deutschland wurden ca. 101.000 Kinozuschauer gezählt.
Im Film tritt die real existierende Musikgruppe Sugar Ray auf. Mel Gibson hat einen Cameo-Auftritt als Piercer.